# Алај
Алај у војнофеудалној структури Османског царства из 16. века је јединица јачине око 1000 коњаника, спахија-тимарника или заима, који су за војну службу добијали од државе војна лена: тимаре (спахилуке) или зеамете. Ленска коњица сваког санџака образовала је један алај под командом алајбега. Алаји су се организацијски делили на буљуке и имали су, обично, десет буљука. На позив у рат, људство алаја прикупљало се под барјак алајбега који их је водио надлежном беглербегу. 